# Morozivka, Pohrebîșce
Morozivka (în ucraineană Морозівка) este localitatea de reședință a comunei Morozivka din raionul Pohrebîșce, regiunea Vinnița, Ucraina.

## Demografie
Componența lingvistică a localității Morozivka
     Ucraineană (98,8%)
     Rusă (1,2%)
Conform recensământului din 2001, majoritatea populației localității Morozivka era vorbitoare de ucraineană (98,8%), existând în minoritate și vorbitori de rusă (1,2%).

## Legături externe
- pl Morozówka (6) wieś nad rzeką Orzechowatką în Dicționarul geografic al Regatului Poloniei și al altor țări slave, volum VI (Malczyce — Netreba) 1885

- pl Morozówka (2) powiat skwirski în Dicționarul geografic al Regatului Poloniei și al altor țări slave, volum XV, p. 2 (Januszpol — Wola Justowska)1902